# Four-on-the-floor

Roland TR-707 - Pattern Play

Four-on-the-floor (do inglês: quatro-no-chão) é um ritmo padrão utilizado principalmente na música eletrônica e no estilo disco music, caracterizada por uma batida constante de ritmo tempo 4/4, onde um tambor é tocado em todas as notas do compasso (ou seja, um ritmo que possui uma batida no tambor em cada segundo, assim é tocado quatro vezes por compasso). Popularizado na década de 1970 na era disco, quando o nome se tornou popular como four-on-the-floor.
Vários estilos de música eletrônica, especialmente aqueles derivados de house e techno, utilizam este ritmo como padrão de seus elementos-chave.